# Patologies de les xemeneies industrials

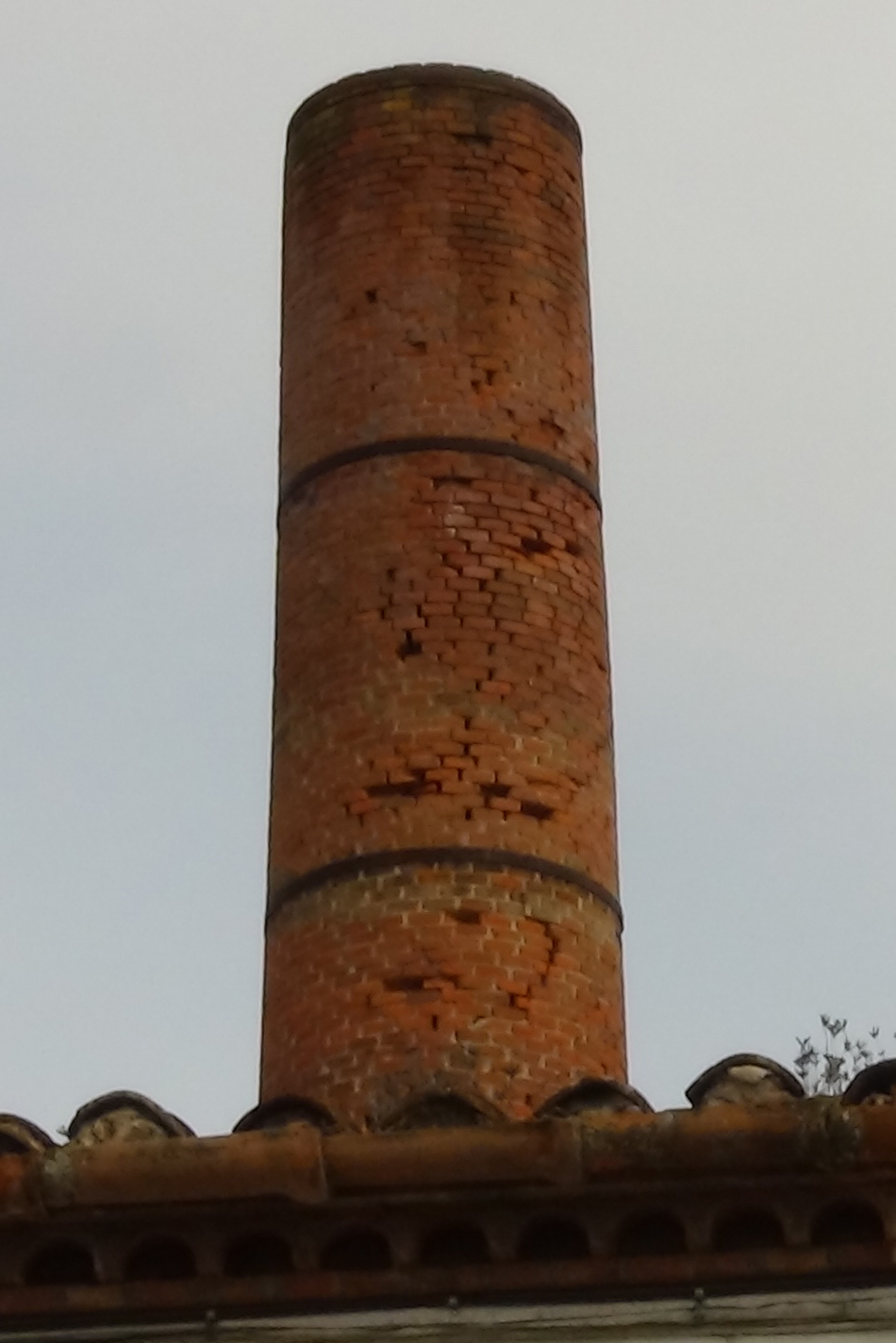
Patologia a una xemeneia industrial

Són diverses les poblacions catalanes que han preservat les xemeneies industrials que van acomplir la funció de succionar els fums procedents de forns ceràmics, bòbiles de totxos, calderes de vapor de la indústria tèxtil, de papereries o d'embotits, entre d'altres.
Aquestes estructures per tractar-se d'una peça vertical que ocupa una superfície relativament petita sobre el terreny, possiblement ha estat l'èxit de la seva pervivència, excepte per a les xemeneies que havien ocupat un espai destinat a edificar-hi. No han tingut la mateixa sort la majoria dels forns de flama invertida utilitzats per coure peces de ceràmica, autèntiques peces d'artesania, que sempre estaven ubicades a un espai intern dins el recinte fabril i durant una segona edificació es van enderrocar.
Si bé, el terme patologia és més propi i usat per la medicina, també s'esmerça el qualificatiu en els àmbits de la construcció i arquitectura. Per exemple, l'aluminosi és una patologia provocada per la presència de ciment aluminós en algunes biguetes de formigó armat, que fins i tot pot rebre l'apel·lació de febre del ciment. Les xemeneies industrials degut al contacte amb el foc i inclemències climatològiques són peces que amb freqüència presenten lesions estructurals o patologies influïdes per alguns dels factors que esmenterem

## Factors que han influït que es malmenessin algunes xemeneies

### Anys de vida activa

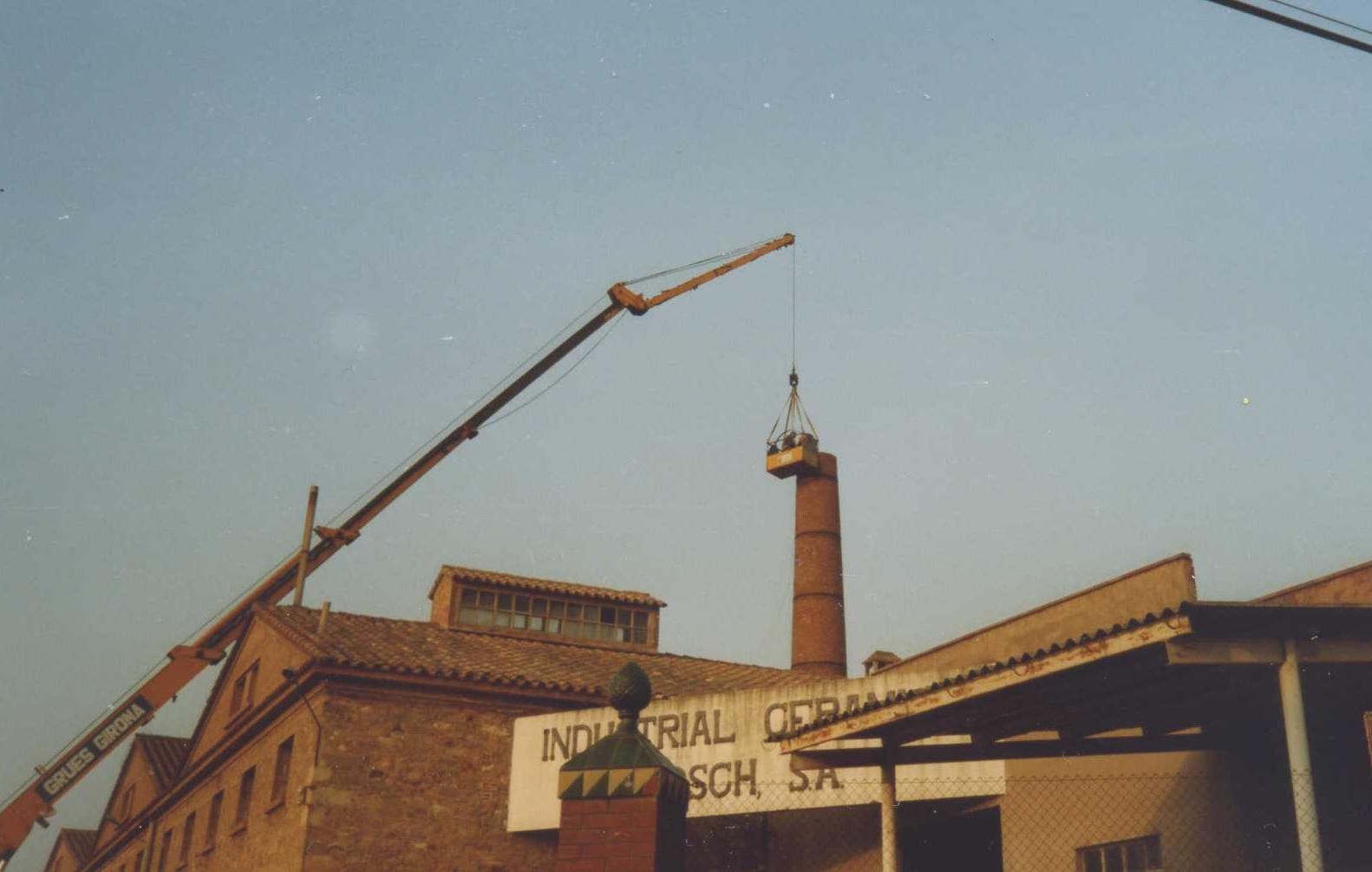
Patologia associada als anys de vida activa i passiva

A més anys de funcionament més possibilitat que es manifestin problemes d'integritat de l'estructura.

### Anys de vida passiva
Encara que una xemeneia hagi deixat de funcionar, ha estat exposada a accions mecàniques de retraccions i dilatacions dels materials que poden haver estat afavorides per les inclemències del temps com pluges, pedregades, gelades, tramuntanades i alguns petits moviments sísmics.
Si la xemeneia tenia zones de porositat dels materials, s'hi podia filtrar aigua i en temps de fortes glaçades la dilatació del glaç podia produir un efecte falca, incideixin sobre el fust provocant-li una torsió o curvatura a la part contrària de la zona afectada i també perdre la centralitat del seu eix en relació al pla horitzontal del terra.

### El tipus de terreny de l'assentament i fonament
Els mestres d'obres eren experts a fer fonaments amb totes les garanties, però podia succeir que el terreny no reunís les condicions d'estabilitat buscada. Hi ha una xemeneia a Canapost al Baix Empordà, que està fonamentada sobre una roca del mateix terreny, fet que els seus propietaris consideren que és el motiu de mantenir-se en bones condicions.

### Tipus de morter utilitzat

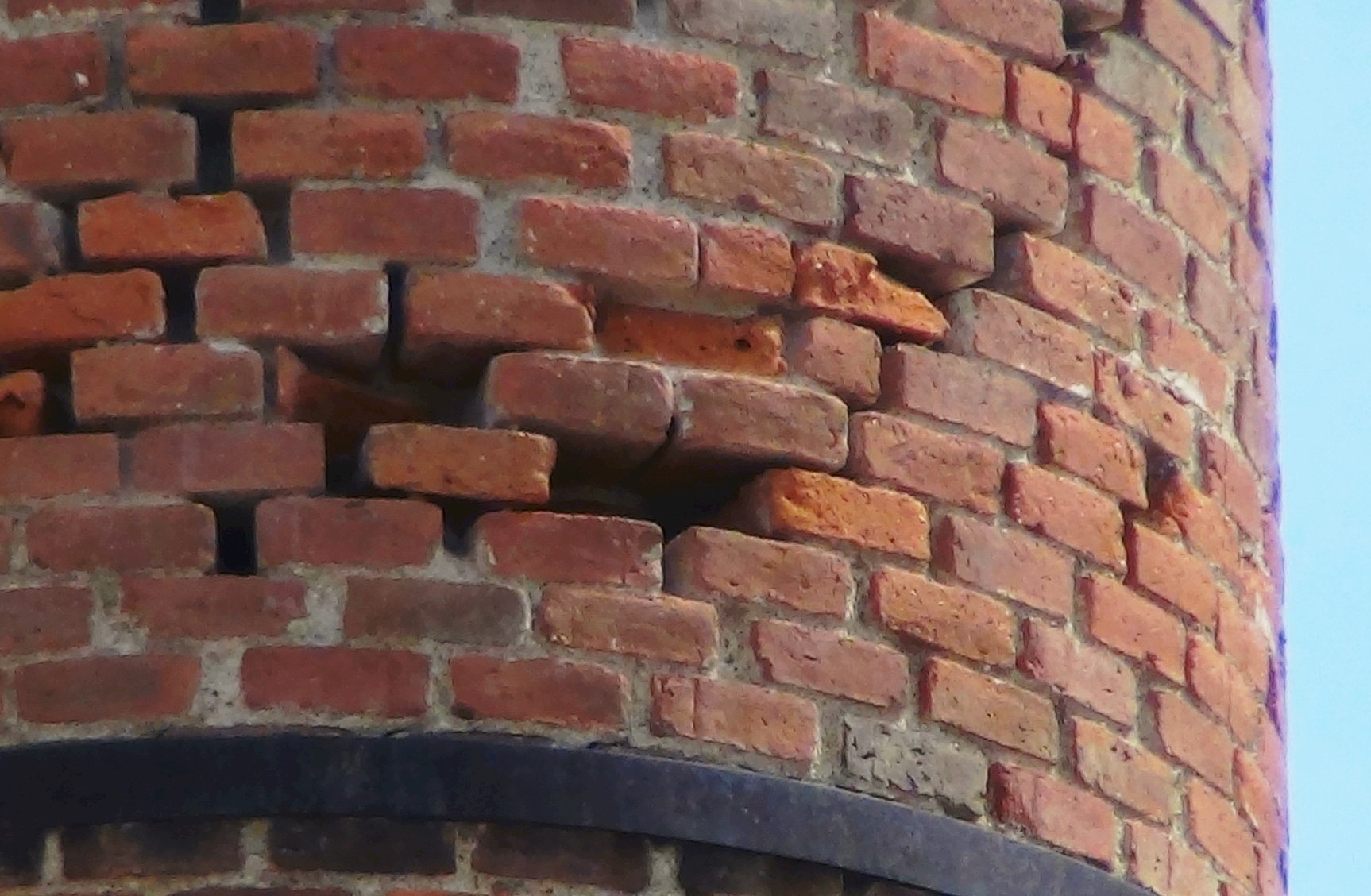
Patologia associada al tipus de morter utilitzat

Segons han explicat alguns experts en la construcció de xemeneies industrials, el morter era una factor important per a la correcta construcció de l'obra, havia de ser adequada la proporció dels materials i la barreja o forma d'amalgamar-los. El ciment, la sorra i la calç havien d'estar correctament treballats per aconseguir una pasta homogènia que maridés amb les particularitats de l'obra de fàbrica, era l'èxit de la perdurabilitat de l'estructura. Havien de calcular que les contraccions i dilatacions d'ambdós materials fossin el menys divergents possibles. I també segons A. Pey s'havien de tenir en compte el comportament a la compressió i la resistència dels materials i també va donar valors numèrics a cada un d'ells. Una de les causes de les fissures verticals que presenta el fust, sovint en forma de zig-zag es considera que són degudes també a l'erosió del morter.
Tipus de matèria primera que s'utilitzava per a la combustió dels forns. El vapors tèxtils i les bòbiles en general funcionaven amb carbó i el forns ceràmics amb llenya. Cada un d'aquests materials en cremar-se generava un tipus de gas diferent però ambdós incidien a la zona del broc o sortida de fums i aquesta és una de les causes que s'esbardellessin en el seu tram final. Per aquest motiu observem que la majoria de xemeneies estan reforçades o coronades a la sortida de gasos i fums.
Algunes empreses van passar de cremar carbó o llenya a utilitzar gasoil o fuel per fer funcionar els forns. Aquests elements tenien un component calòric superior dels altres elements de combustió i es diu que l'augment de calories que generaven els esmentats productes van afectar amb més contundència els materials de l'obra que no estaven previstos fer el passi a aquest canvi d'energia.

### Tiratge forçat

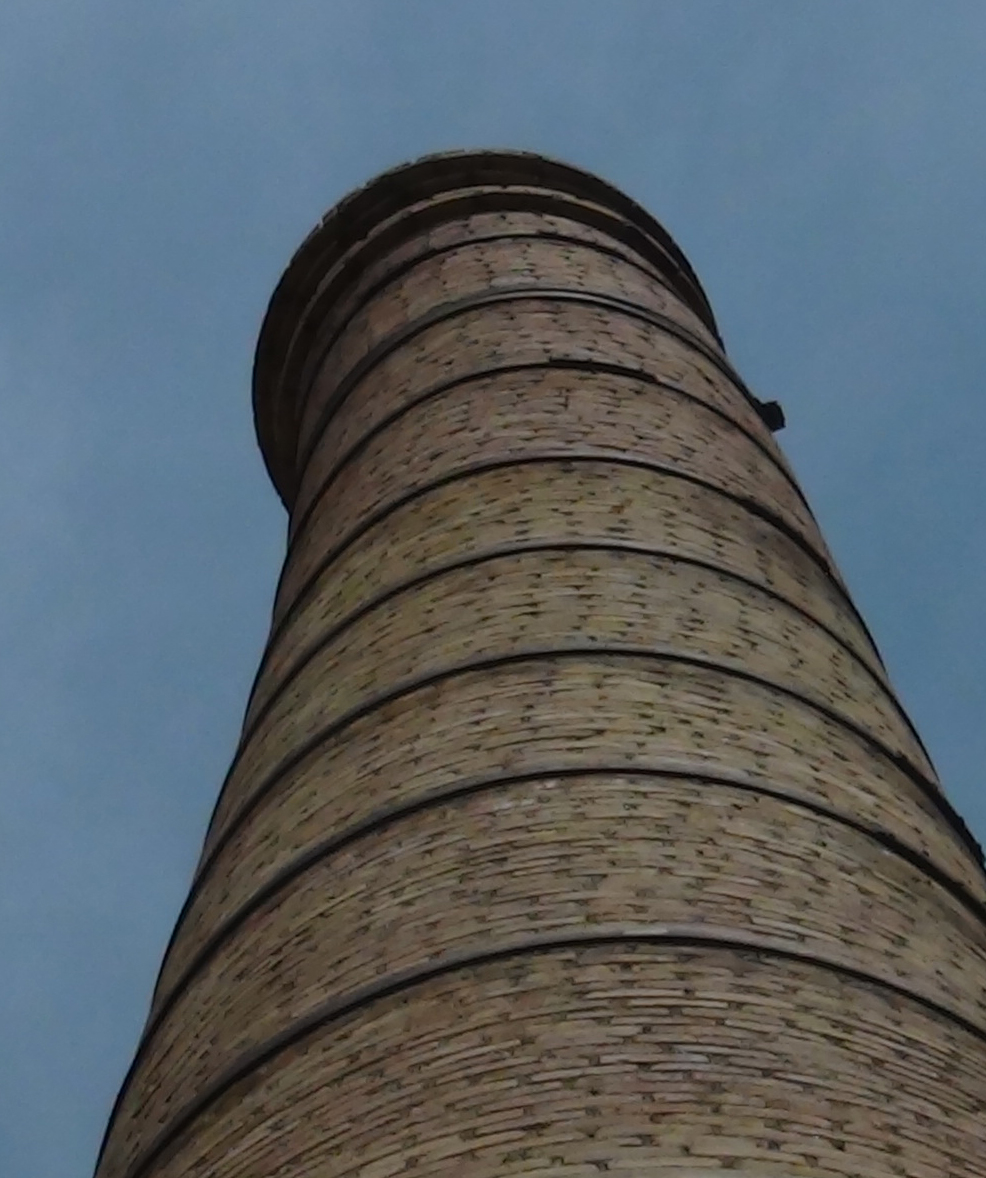
Patologia associada a les inclemències del temps

Si la xemeneia i el túnel de tiratge tenien les longituds suficients, prèviament calculades pels mestres d'obres, la circulació de fums era fluida i natural, però, en alguna ocasió es va incorporar a la xemeneia un dispositiu mecànic de succió de fums, tipus extractor que possiblement va fer augmentar el nivell de calories que havia de suportar l'estructura que inicialment no estaven previstes.

### Protecció amb maons refractaris

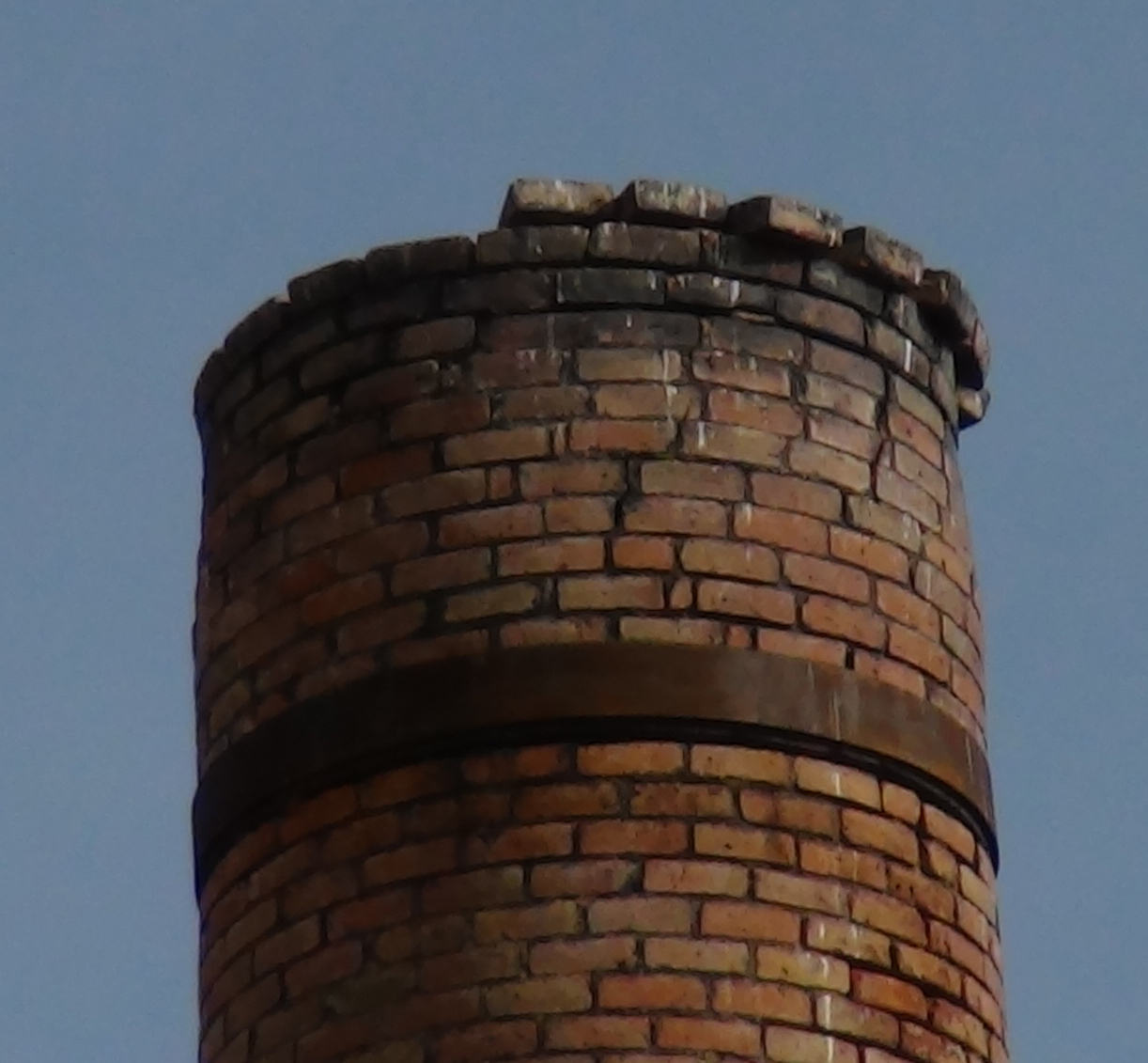
Patologia a una xemeneia industrial

Era bastant habitual protegir els primers metres de la paret de la xemeneia emprant el maó refractari que tenia la capacitat de suportar les altes temperatures generades pels forns. També a la intersecció del túnel de tiratge amb l'inici del fust de la xemeneia, alguns constructors van donar a la paret uns graus de concavitat per afavorir el sistema de dispersió de calories. Un constructor va explicar que el foc es comporta com l'aigua i el disseny de la paret estava inspirat en aquest principi.
Hi podia haver xemeneies que no estiguessin edificades segons aquests criteris per la qual cosa la seva durabilitat es veuria reduïda.

### Dissociació tèrmica a nivell de la sortida de fums
Algun llibre tècnic ens ha fet veure que les calories existents a la paret interna del broc de la xemeneia són força elevades en graus de temperatura però a la part exterior les calories detectades són més baixes, especialment durant els hiverns. Aquesta dissociació tèrmica entre el dins i el fora de la paret a nivell de la sortida de fums, ha afavorit l'efecte dilatació -contracció dels materials que a vegades ha estat la causa de la desunió o descollat dels materials.

### Escales de gat de ferro

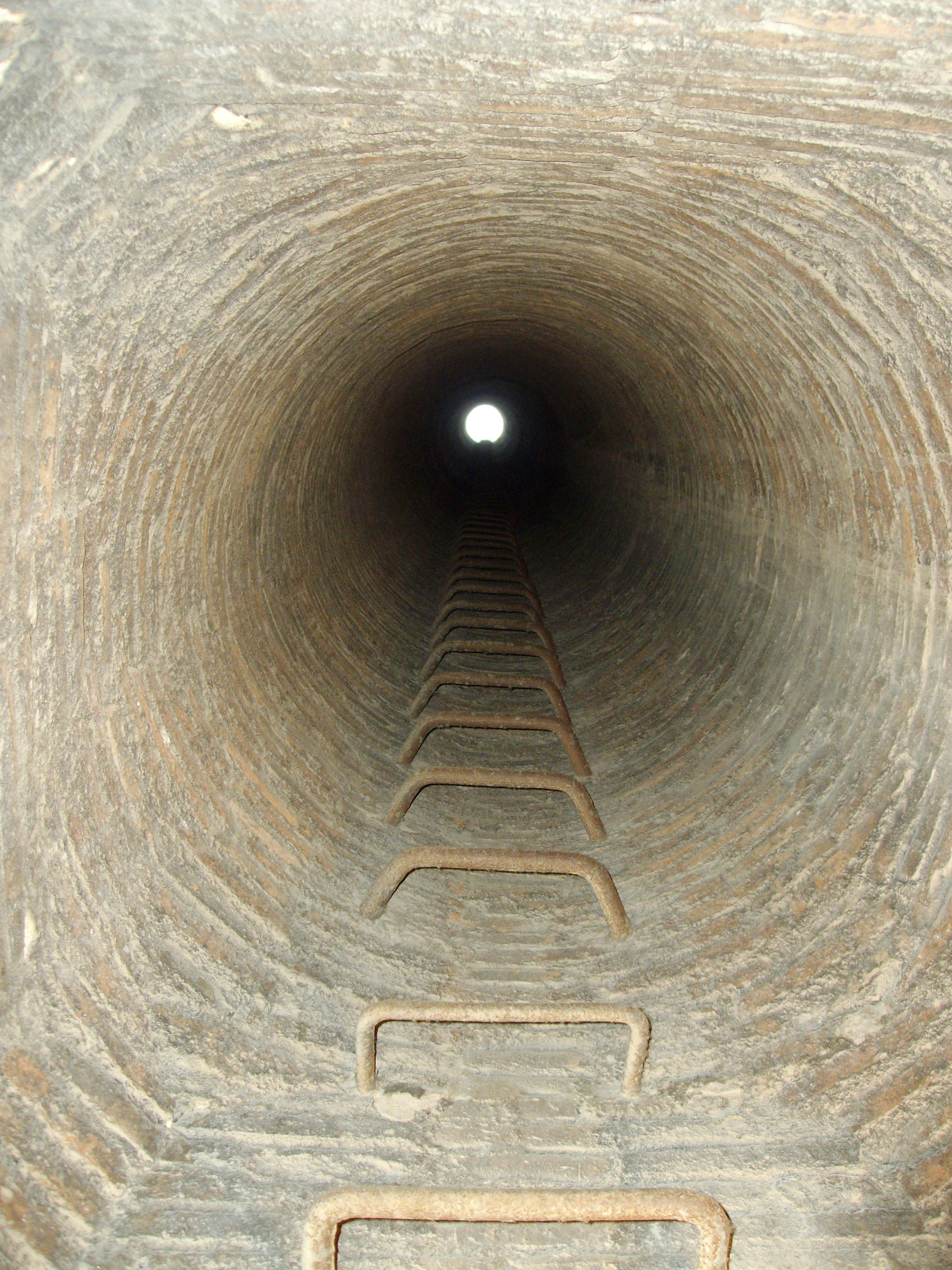
Escales de gat dins d'una xemeneia

Les anomenades escales de gat eren unes peces de ferro colat en forma de mig rectangle que es collaven a la paret interior de la xemeneia i servien per pujar fins a la sortida de fums. Eren útils per si s'havien de fer reparacions a la corona i desenutjar el conducte, les persones que hi pujaven havien de tenir cura que les escales no fluctuessin més del compte pel risc de sofrir un accident, generalment deixaven els cargols poc roscats per evitar que la dilatació del ferro malmetés l'obra. L'arquitecte Joan Baca em comentava que ell havia vist sortir homes de dins d'una xemeneia completament negres de sutge.
Aquestes escales, es diu, que si estaven situades al mateix costat de la paret interna de la xemeneia ocasionava una sobrecàrrega asimètrica que podia guerxar el fust. També podia influir les modificacions que fes el ferro en contacte amb temperatures elevades. Més endavant les escales es van posar en forma d'espiral per repartir el pes i l'enginy va funcionar

### Tipus de material que s'havia de coure
Coure totxos era relativament poc agressiu per la xemeneia però, els forns destinats a coure productes de ceràmica vidriada o Terracotta vidriada, que s'empraven envernissats de productes químics de diferents colors i components generaven un tipus de gasos que podien ser més o menys agressius per a la xemeneia. En aquest sentit hem de considerar especialment que els forns ceramistes de flama invertida les flames pujaven per una zona de doble paret i tornaven a baixar envers l'interior del forn on hi havia el material que s'havia de coure. Aquesta acció de rastrejat que feien les flames per entremig de la terrissa, produïa l'acció de volatilitzar les partícules químiques que podien afectar les parets internes de la xemeneia.

### Creixement de vegetals

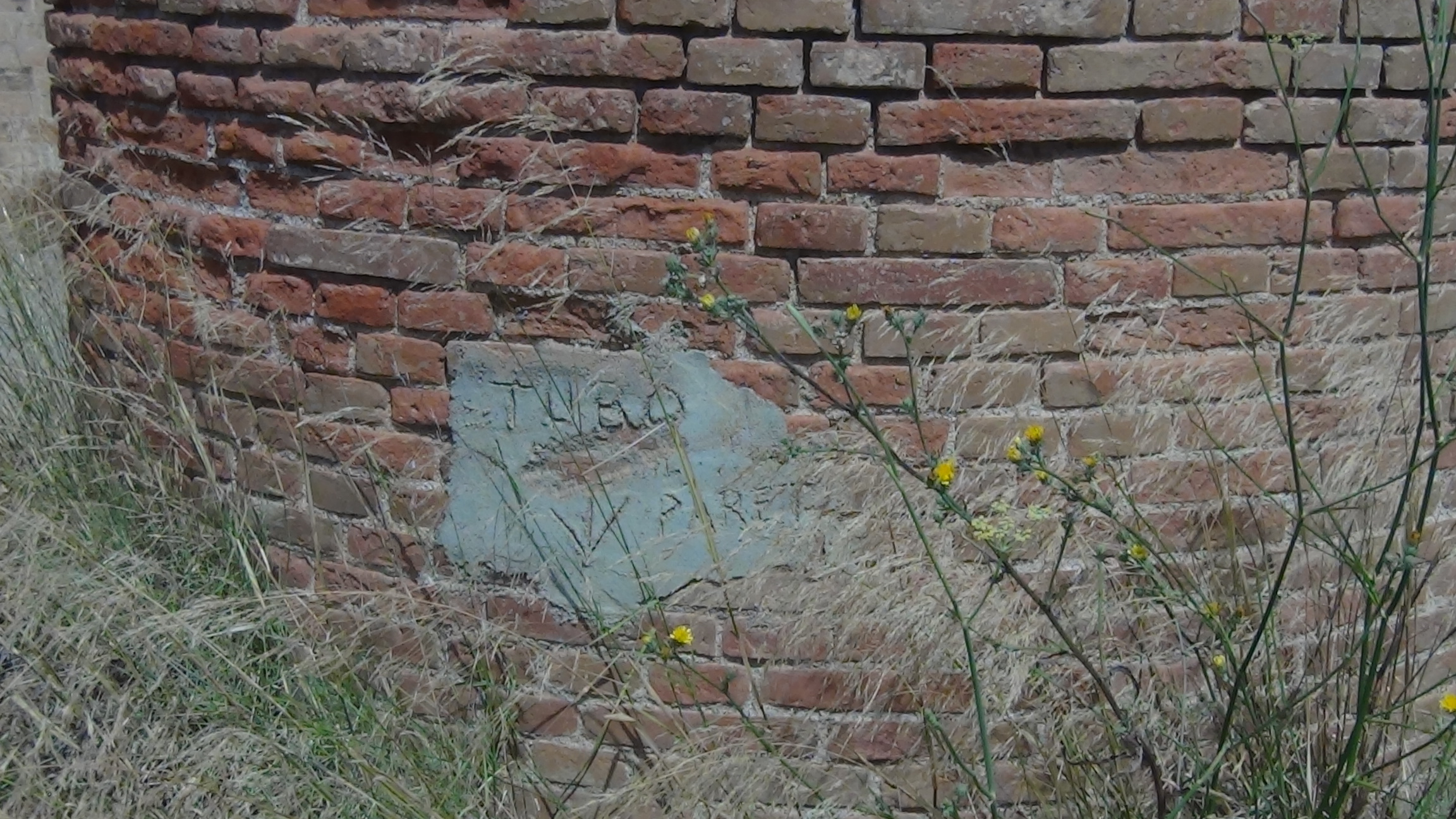
Patologia associada al creixement de vegetals

Des de mitjans de la dècada dels anys noranta, només alguna xemeneia es va resistir a seguir fumejant, ara seria difícil trobar-ne alguna en activitat.
Segons el lloc on estan situades, la vegetació creix al seu voltant amb més o menys abundor segons el temps que ha estat inactiva. Les parets del fust també es poden veure afectades pel creixement d'algunt tipus de fong o liquen, factors que ajuden a accelerar el seu deteriorament.

### Filtració d'humitats

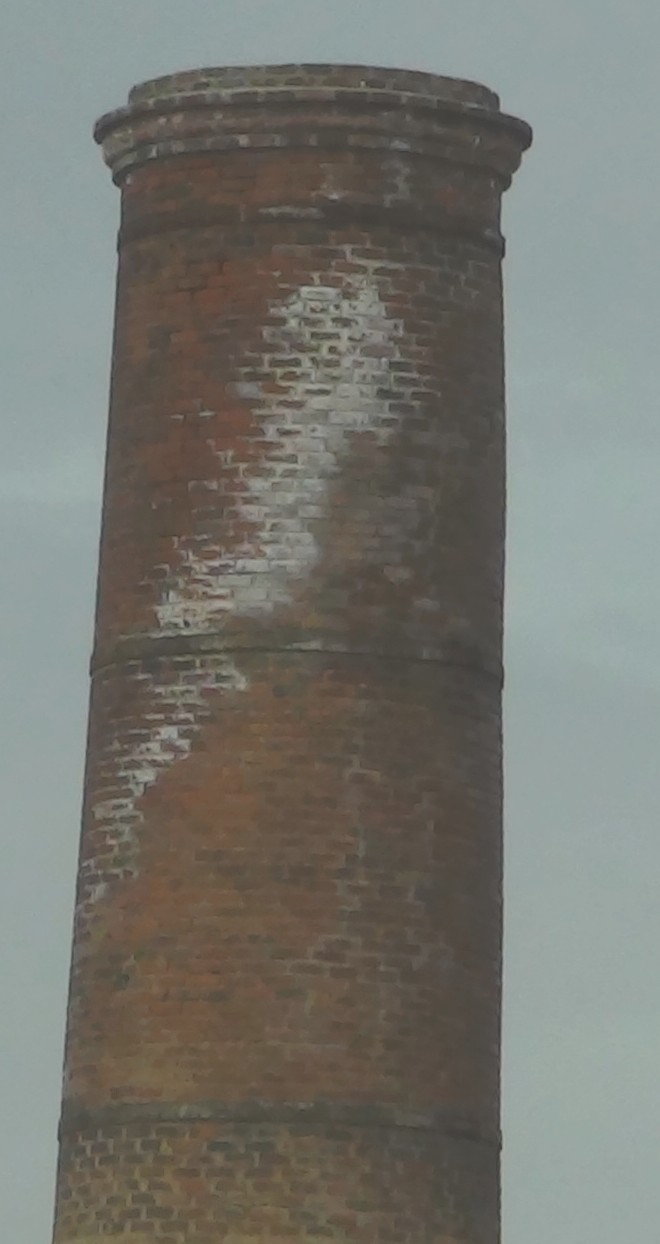
Patologia associada a la filtració d'humitats

Hi ha xemeneies que les hem observat amb traces de salabror, ocasionades pels efectes nocturns de la rosada, però molt especialment a causa que s'ha colat l'aigua de pluja per entremig dels maons i el morter que pot provocar un efecte de descalçament de l'obra. Algunes de les xemeneies que s'han volgut preservar han protegit la zona de la sortida de fums, amb un barret tipus embut invertit i metàl·lic per evitar que l'aigua de la pluja pogués caure a l'interior del fust.

### La mateixa qualitat del maó

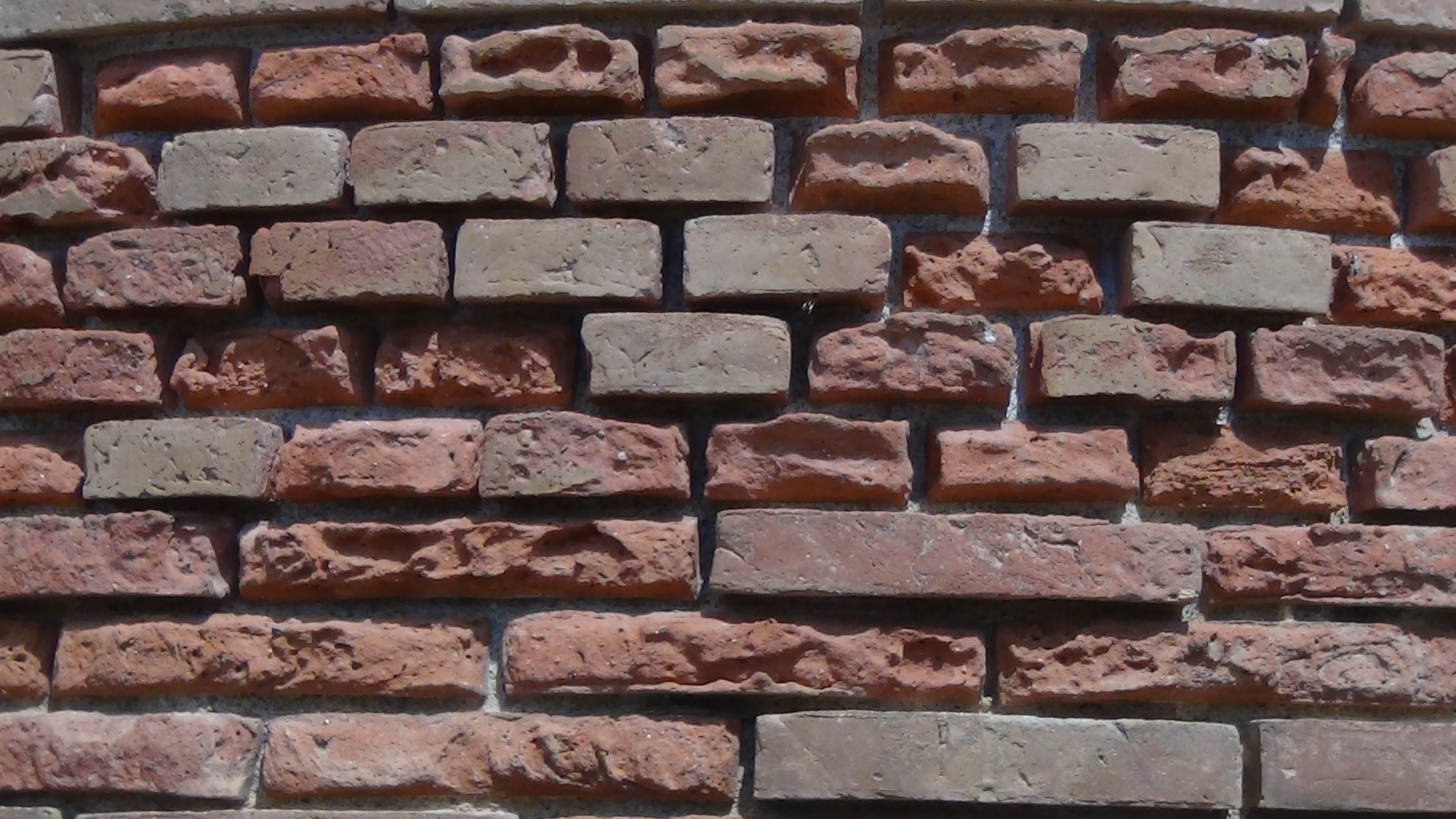
Patologia associada a la qualitat del maó

Hem vist que alguns maons s'han preservat en bon estat i d'altres que han sofert un desgast considerable, tot i ocupar la mateixa zona, aquest fet en fa pensar que possiblement fos la qualitat dels materials emprats o al tipus de cocció que van estar sotmesos, els responsables de la marcada diferència.

### Ruptura de les argolles metàl·liques
Diverses xemeneies industrials, les observem amb el fust protegit per un conjunt d'argolles metàl·liques externes de diferent diàmetre segons la secció que estan protegint. Tot hi ser una patologia poc freqüent, amb el pas dels anys, el ferro d'alguns d'aquests cèrcols que emparen el fust, ha sofert un procés d'oxidació i desgast fins a portar-los una escissió o pèrdua de continuïtat.